# Cresporhaphis wienkampii
Cresporhaphis wienkampii är en svampart som först beskrevs av J. Lahm ex Hazsl., och fick sitt nu gällande namn av M.B. Aguirre 1991. Cresporhaphis wienkampii ingår i släktet Cresporhaphis och familjen Trichosphaeriaceae.  Arten är reproducerande i Sverige. Inga underarter finns listade i Catalogue of Life.